# Ruizantheda cerdai
Ruizantheda cerdai là một loài Hymenoptera trong họ Halictidae. Loài này được Rojas mô tả khoa học năm 2001.